# Max Georg Schubert
Max Georg Schubert (* 1840 in Leipzig; † 13. März 1901 in Niederlößnitz (heute Radebeul)) war ein sächsischer Papier- und  Manometerfabrikant und Mitglied der Ständeversammlung (Landtag) des Königreichs Sachsen.
Schubert, der sich 1895/96 an der Technischen Hochschule Dresden habilitierte und dort als Privatdozent für Papier-, Zellulose- und Holzstofffabrikation lehrte, wurde für die antisemitische Deutsche Reformpartei als Abgeordneter des 18. städtischen Wahlkreises in die zweite Kammer der sächsischen Ständeversammlung gewählt. Dieser gehörte er von 1893 bis 1897 an. 1893 kandidierte er im Reichstagswahlkreis Königreich Sachsen 9 sowie im Reichstagswahlkreis Königreich Sachsen 17 für die NLP.